# فورکتینها
فورکتینها (به پرتغالی: Forquetinha) یک منطقهٔ مسکونی در برزیل است که در ریو گرانده جنوبی واقع شده‌است. فورکتینها ۲٬۴۰۰ نفر جمعیت دارد.